# 費希泰本科格爾山

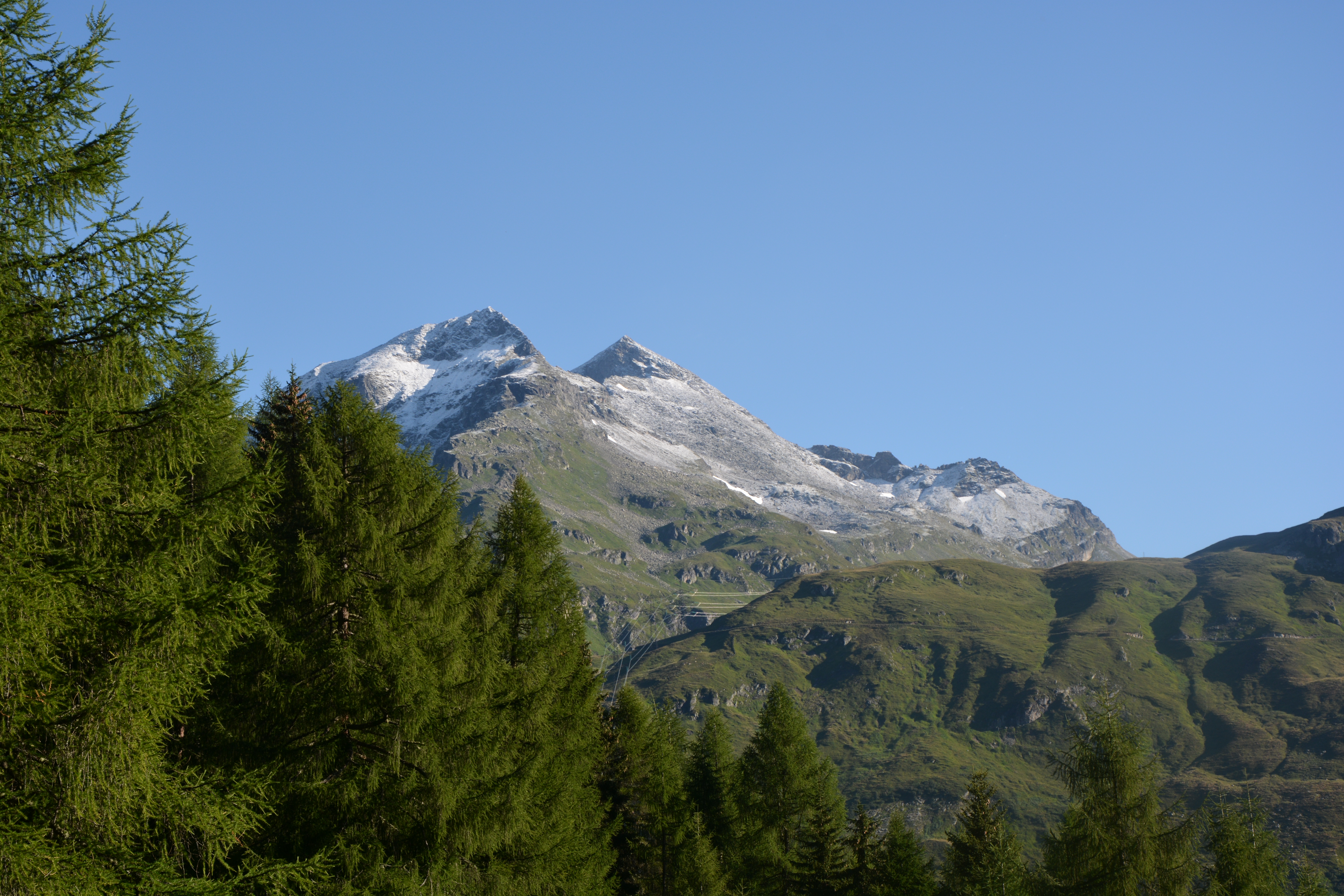

47°09′05″N 12°28′54″E / 47.151356°N 12.481673°E
費希泰本科格爾山（德語：Fechtebenkogel），是奧地利的山峰，位於該國中部，處於薩爾茨堡州和蒂羅爾州接壤的邊界，屬於維內迪傑山脈的一部分，距離陶恩科格爾山0.6公里，海拔高度2,867米，每年平均降雨量2,073毫米。